# Берт Траутманн
Берт Траутманн (нім. Bert Trautmann, 22 жовтня 1923, Бремен — 19 липня 2013, Ла-Льйоза) — німецький футболіст, що грав на позиції воротаря за англійський «Манчестер Сіті». По завершенні ігрової кар'єри — тренер.
Футболіст 1956 року в Англії за версією АФЖ.

## Ранні роки життя
Народився 1923 року у робочому передмісті Бремена. З дитинства займався різними видами спорту, особливо цікавлячись футболом. 
Влітку 1933 року, ще до свого 10-річчя, приєднався до Дойчес Юнгфольк, наймолодшої вікової групи гітлер'югенда. У цій організації також активно займався спортом, здобув низку перемог в атлетичних змаганнях.
До початку військової служби працював автомехаником.

## Друга світова війна
Під час Другої світової війни у 17-річного віці приєднався до Люфтваффе, де не дуже успішно навчався на курсах радіо-операторів. Згодом атлетичного юнака перевели до повітряно-десантних військ.
Безпосередньо на фронт потрапив у жовтні 1941 року у районі Дніпропетровська. Протягом перебування на Східному фронті підрозділ, в якому служив Траутманн, втратив понад 2/3 особового складу, після чого був виведений до Франції на переформування. За час боїв на території СРСР Траутманн був п'ять разів нагороджений, у тому числі Залізним Хрестом I класу.
Наприкінці війни потрапив під бомбардування Клеве, під час якого місто було майже повністю зруйноване, і став одним з небагатьох, кому вдалося пережити атаку бомбардувальників союзників. Його підрозділ де-факто перестав існувати, і Траутманн вирішив самостійно відходити углиб Німеччини до рідного Бремена. По дорозі був захоплений у полон наступаючими британськими військами і відправлений спочатку до Бельгії, а згодом до транзитного табору в англійському Ессексі. Згодом змінив декілька таборів, доки не опинився в одному з таборів у Ланкаширі, де й перебував до звільнення у 1948 році. У той період Траутманн регулярно грав у футбол у складі сформованої з військовополонених команди, спочатку як центральний захисник, а після того як в одній з ігор травмувався воротар — на позиції голкіпера. Тоді ж став відомим за іменем Берт, оскільки англійцям було складно вимовляти Бернд, скорочення від Бернгард.
Після звільнення з табору у 1948 році відмовився від запропонованої репатріації, натомість залишившись в Англії.  

## Ігрова кар'єра
Влітку того ж 1948 року почав грати на позиції воротаря за аматорську команду «Сент-Геленс Таун». Габаритний німець відразу став головною зіркою команди, подивитися на гру якого приходила величезна, як для аматорської ліги, кількість глядачів.
Чутки про голкіпера з числа колишніх полонених сягнули команд Футбольної ліги Англії, і вже 1949 року представник найвищого дивізіону Ліги «Манчестер Сіті», який саме шукав заміну віковому Френку Свіфту, запропонував Траутманну контракт. Звістка про те, що у складі «Мансіті» гратиме колишній вояк Люфтваффе, спричинила хвилю протестів — власники абонементів погрожували влаштувати бойкот команді, а її керівництво отримувало численні гнівні листи з усієї країни. Значний внесок у врегулювання ситуації зробив капітан команди Ерік Вествуд, ветеран війни і учасник висадки в Нормандії, який публічно привітав новачка, зазначивши, що «у роздягальні не може бути жодної війни». Цей жест, а також впевнена гра Траутманна у своїх перших іграх швидко нівелювали негатив від його підписання серед уболівальників «Манчестер Сіті». Утім на виїзних іграх воротар манчестерців регулярно ставав об'єктом образ і погроз з трибун.
Перший візит Траутманна до Лондона, міста, яке сильно постраждало від нальотів Люфтваффе під час війни, та в якому розташовувалися редакції усіх провідних ЗМІ країни, спричинив підвищену увагу до виїзної гри «Манчестер Сіті» проти «Фулгема» у січні 1950 року. По ходу гри у бік воротаря гостей лунали принизливі вигуки, що, однак, не завадило його концентрації, і він пропустив лише один гол, хоча статус його команди як одного з головним аутсайдерів передбачав розгромну поразку на полі однозначного фаворита. Стійкість, з якою Траутманн сприйняв відверто ворожу атомосферу на стадіоні, та його впевнена гра за таких обставин викликали повагу, і після завершенню гри він залишав поле під аплодисменти гравців обох команд та овацію трибун, які по ходу гри його освистували.
Попри надійну гру воротаря «Манчестер Сіті» все ж понизився до Другого дивізіону, але вже за рік повернувся до еліти англійського футболу. У наступні роки Траутманн закріпив за собою статус одного з найсильніших воротарів Футбольної ліги і навіть отримував пропозицію повернутися на батьківщину, де також почав відроджуватися великий футбол, проте пропозиція «Шальке 04» не зацікавила керівництво манчестерського клубу.
У середині 1950-х наствник команди Лес Макдавелл запропонував нову ігрову тактику, яка будувалася навколо контролю м'яча. За такої тактики Траутманн став першим у британському футболі воротарем, який вводив м'яч у гру, не вибиваючи його якнайдалі у поле у боротьбу, а вкидаючи рукою на одного з крайніх захисників. Тут сталися у нагоді навички, набуті у юнацтві під час ігри у гандбол, — німець вкидав м'ча на десятки метрів точно у ноги партнеру по команді.  Застосовуючи нову тактику, «Манчестер Сіті» сягнув фіналу Кубка Англії 1955 року, в якому утім поступився фаворитам двобою «Ньюкасл Юнайтед». Попри цю поразку гра манчестерської команди дедалі покращувалася, у наступному сезоні Ліги вона сягнула четвертого місця, а також удруге поспіль вийшла до фіналу Кубка Англії. Визнанням внеску Траутманна у ці досягнення стало його обрання Футболістом 1956 року в Англії за версією АФЖ. Він став першим воротарем, а також першим і до 1981 року єдиним футболістом з-за меж Британських островів, якому було присуджено цю нагороду.
За два дні після отримання нагороди воротар брав участь у заключній грі сезону — фіналі національного Кубка проти «Бірмінгем Сіті», який став найяскравішим епізодом його ігрової кар'єри. До середини другого тайму команда Траутманна вже вигравала з рахунком 3:1, і супротивники розпочали справжній штурм її воріт. На 75-й хвилині гри воротар вийшов на перехоплення м'яча і пірнув у ноги набігаючого нападника «Бірмінгема» Пітера Мерфі, який не встиг зреагувати і ударив Траутманна коліном у шию. Оскільки регламент не передбачав замін, останній продовжив гру, хоча невпевнено стояв на ногах і за його словами «почувався наче у тумані». Попри свій стан до завершення гри воротар встиг зробити декілька важливих перехоплень і відбити декілька ударів. У результаті переможний рахунок було збережено, і Траутманн з партнерами по команді став володарем Кубка Англії. Оскільки біль у шиї не вщухав, за декілька днів після гри було проведене рентгенівське обстеження, яке показало зміщення п'яти хребців шийного відділу хребта. Крім того з'ясувалося, що другий хребець був розколотим навпіл, і життя воротаря було під реальною загрозою.
У результаті він пропустив значну частину наступного сезону, заліковуючи травму, а повернувшись на поле вже не демонстрував настільки ж впевненої гри, як раніше. Попри це німець захищав ворота «Манчестер Сіті» до 1964 року, взявши участь загалом у 545 іграх за команду протягом 15 років, проведених у ній. 15 квітня 1964 року відбулася прощальна гра Траутманна, яка привернула увагу від 47 тисяч (за офіційними даними) до 60 тисяч (за неофіційними даними) глядачів.
Того ж 1964 року провів дві гри чемпіонату за нижчоліговий «Телфорд Юнайтед».

## Кар'єра тренера
Завершивши виступи на футбольному полі, 1965 року отримав пропозицію очолити тренерський штаб нижчолігового клубу «Стокпорт Каунті», керівництво якого розраховувало таким кроком покращити клубний імидж і підвищити відвідуваність матчів. Глядачі дійсно почали активніше відвідувати домашні ігри команди, проте її турнірні результати залишалися незадовільними, і за рік Траутманн її залишив.
1967 року повернувся на батьківщину, де провів по одному сезону на чолі тренерських штабів команд «Пройсен Мюнстер» і «Опель» (Руссельсгайм).
На початку 1970-х долучився до програми Німецького футбольного союзу з підтримки розвитку футболу у країнах, що не мали власних футбольних інституцій.  Першим призначенням Траутманна в рамках цієї програми стала Бірма, в якій він працював протягом 1972–1974 років. Тренуючи  місцеву збірну, вивів її на футбольний турнір ОІ-1972, де азійці навіть здобули перемогу над командою Судану, утім мінімальні поразки з однаковим рахунком 0:1 від фаворитів групи, збірних СРСР і Мексики, не дозволили їм пройти до плей-оф змагання.
У подальшому працював з національними командами Танзанії, Ліберії і Пакистану.
Протягом 1984—1988 очолював збірну Північного Ємену, після чого вийшов на пенсію, оселившись в Іспанії.
1997 року отримав орден «За заслуги перед Федеративною Республікою Німеччина», а 2004 року став почесним офіцером Ордена Британської імперії. Обидві нагороди стали визнанням значного особистого внеску Тратуманна у нормалізацію британсько-німецьких відносин у повоєнний період. 
Помер 19 липня 2013 року на 90-му році життя у своєму будинку в іспанській Ла-Льйозі.

## Титули і досягнення

### Командні
- Володар Кубка Англії (1):

«Манчестер Сіті»: 1955-56

### Особисті
- Футболіст року за версією АФЖ (1): 1956